# ASEA
ASEA AB (acronyme de Allmänna Svenska Elektriska AB qui était le nom de l'entreprise jusqu'en 1977) était une entreprise d'ingénierie électrique suédoise. Elle fut fondée en 1883 et fusionna en 1988 avec l'entreprise suisse Brown, Boveri & Cie pour fonder le groupe ABB. Avant sa fusion, l'entreprise avait un chiffre d'affaires de 52 milliards de SEK et 73 000 employés.
L'entreprise a grandement contribué au développement de l'industrie énergétique suédoise. Du fait des conditions particulières du pays, elle a vite acquis des compétences importantes dans le domaine de la transmission électrique, faisant ainsi d'elle le leader mondial en câble HVDC. ASEA s'est aussi positionné dans le domaine nucléaire, avec la fondation de ASEA atom, ainsi que dans la plupart des autres formes de production électrique, grâce aux développements de générateurs. Enfin, l'entreprise était le principal constructeur de trains du pays.

## Histoire

### Fondation

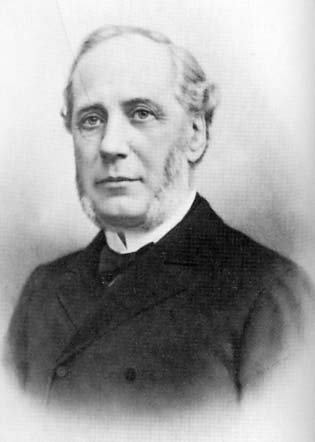
Ludvig Fredholm
(1830–1891)

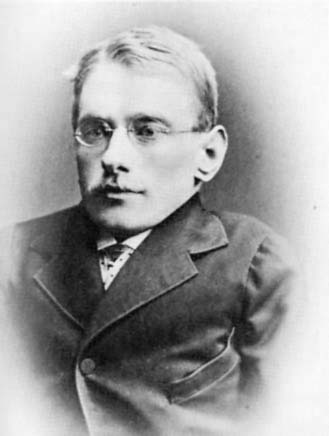
Jonas Wenström
(1855–1893)

En automne 1878, le monde des entreprises de Stockholm subissait une grave crise économique. Ceci a entrainé la chute de la banque Guillemot & Weylandt. C'est ainsi que Ludvig Fredholm (1830-1891) fut contraint de chercher un nouveau travail. Il partit alors en Angleterre et Allemagne pour étudier les nouveaux systèmes d'éclairage électriques qui y étaient développés. Il fut rapidement convaincu que l'avenir était dans ces nouvelles technologies de la haute tension. Au cours d'un projet de recherche portant, il rencontre l'ingénieur Göran Wenström (1857–1927). Le frère ainé de Göran, Jonas Wenström (1855–1893), qui développait sa propre dynamo, fut vite impliqué dans le projet. En 1882, un brevet fut déposé pour la dynamo de Jonas. Le 17 janvier 1883, l'entreprise Elektriska Aktiebolaget i Stockholm (entreprise électrique de Stockholm) fut fondée, avec un capital de 75 000 couronnes suédoises.

### Diversification
Le siège social de l'entreprise était à Stockholm, mais les premiers locaux pour la fabrication des dynamos étaient loués à Arboga Mekaniska Verkstad, à Arboga. La première grande commande fut en 1888-1889 l'installation de l'éclairage public de la ville de Västerås. Göran et une de ses connaissances, l'ingénieur Gustaf Abraham Granström (1851–1941) souhaitèrent diversifier leurs activités. Lorsque Ludvig Fredholm s'y opposa, souhaitant s'en tenir à l'éclairage, Göran et Gustaf Abraham fondèrent Wenströms & Granströms Elektriska Kraftbolag en 1889, avec un capital de 100 000 couronnes. Après seulement un an, Göran et Gustaf Abraham parvinrent à convaincre Ludvig qu'il valait mieux se diversifier, et les deux entreprises fusionnèrent pour donner Allmänna Svenska Elektriska Aktiebolaget (entreprise générale d'électricité suédoise) avec un capital d'un demi million de couronnes. À la même période, Jonas inventa un nouveau système, le système électrique triphasé, qu'il breveta en 1891.
L'entreprise s'installa alors à Västerås, où un élu de la ville, Oscar Fredrik Wijkman, très intéressé par les nouvelles technologies, les aida à trouver un terrain et de l'énergie hydraulique. Jonas Wenström devint ingénieur en chef de l'entreprise, tandis que Ludvig et Göran en devinrent directeurs. Ludvig mourut le 17 décembre 1891, avant même que l'entreprise ne s'installe à Västerås. Quelques années plus tard, en 1893, Jonas mourut à son tour. Il avait une santé fragile depuis longtemps.
En 1893, la première commande arriva : la ligne à courant triphasé Hellsjön–Grängesberg, d'une longueur de 13 km. La centrale hydroélectrique à Hellsjön, avec ses 4 générateurs triphasés représentait la première percée du courant triphasé en Suède. L'entreprise entama alors une croissance rapide, et en 1899, un tramway fut même construit par l'entreprise. Des filiales furent établies dans les grandes villes suédoises, ainsi que dans les capitales scandinaves, Saint-Pétersbourg et Londres.

### Crise et réorganisation

le logo de la compagnie suédoise ASEA de la fin du XIXe siècle à 1933.

Cependant, l'entreprise commença à avoir des problèmes financiers à la fin des années 1890. La banque Stockholms Enskilda Bank (SEB) devint alors actionnaire de l'entreprise. Les problèmes continuèrent dans les années 1900, où l'entreprise perdit des clients face à une concurrence naissante. L'entreprise fut réorganisée en 1902-1903 sous le contrôle de SEB. Sigfrid Edström (1870-1964) fut alors nommé directeur. Il avait travaillé dans les années 1890 entre autres chez Westinghouse Electric Company et la General Electric, et en 1900, il était devenu directeur du tramway de Göteborg. Cette expérience a permis à l'entreprise d'intensifier sa production de tramway, en collaboration avec AEG. L'étape suivante fut l'électrification du réseau de chemin de fer et la construction de locomotives électriques. En 1910, l'entreprise était redevenue leader sur le marché suédois, et plusieurs de ses concurrents traversèrent une crise.
En 1933, l'entreprise retire le svastika de son logo pour éviter que son nom soit associé à l'Allemagne nazie.
En 1988, ASEA fusionne avec la compagnie suisse Brown, Boveri & Cie, devenant ainsi le groupe ABB, dont le siège social est localisé à Zurich. ABB est aujourd'hui l'une des plus grandes multinationales du secteur de l'énergie.